# 준연접층
대수기하학과 복소기하학에서 준연접 가군층(準連接加群層, 영어: quasicoherent sheaf of modules, 프랑스어: faisceau de modules quasi-cohérent) 또는 단순히 준연접층은 벡터 다발(국소 자유층)의 핵 · 여핵으로 구성할 수 있는 가군층이다. 이는 연접층의 개념의 일반화이다. 연접 가군층의 범주는 아벨 범주를 이루지만, 이는 단사 대상을 충분히 가지는 범주가 아니므로 그 층 코호몰로지를 정의하기가 복잡하다. 이 대신, 모든 무한 차원일 수 있는 벡터 다발을 포함하는 아벨 범주인 준연접 가군층의 범주는 단사 대상을 충분히 가지는 범주이며, 따라서 층 코호몰로지를 쉽게 정의할 수 있다.

## 정의
환 달린 공간 {\displaystyle (X,{\mathcal {O}}_{X})} 위에서, 다음 조건들을 만족시키는 {\displaystyle {\mathcal {O}}_{X}}-가군층 {\displaystyle {\mathcal {F}}}를 국소 단면 생성 가군층(局所斷面生成加群層, 영어: sheaf of modules locally generated by sections)이라고 한다.
- 임의의 {\displaystyle x\in X}에 대하여, 층의 완전열 {\displaystyle {\mathcal {O}}_{X}^{\oplus \lambda }|_{U}\to {\mathcal {F}}|_{U}\to 0}이 존재하게 되는 열린 근방 {\displaystyle U\ni x}와 기수 {\displaystyle \lambda }가 존재한다.

환 달린 공간 {\displaystyle (X,{\mathcal {O}}_{X})} 위에서, 다음 조건들을 만족시키는 {\displaystyle {\mathcal {O}}_{X}}-가군층 {\displaystyle {\mathcal {F}}}를 준연접 가군층(準連接加群層, 영어: quasicoherent sheaf of modules, 프랑스어: faisceau de modules quasi-cohérent) 또는 단순히 준연접층이라고 한다.:45, (5.1.3)
- 임의의 {\displaystyle x\in X}에 대하여, 층의 완전열 {\displaystyle {\mathcal {O}}_{X}^{\oplus \kappa }|_{U}\to {\mathcal {O}}_{X}^{\oplus \lambda }|_{U}\to {\mathcal {F}}|_{U}\to 0}이 존재하게 되는 열린 근방 {\displaystyle U\ni x}와 기수 {\displaystyle \kappa ,\lambda }가 존재한다.

국소 단면 생성 가군층/준연접 가군층의 정의에서, 기수 {\displaystyle \kappa ,\lambda }가 자연수이어야 한다는 조건을 추가하면 각각 유한 생성 가군층/유한 표시 가군층의 개념을 얻는다.

## 성질

### 함의 관계
임의의 환 달린 공간 위에서, 다음과 같은 함의 관계가 성립한다.
연접층 ⊆:47, (5.3.2) 유한 표시 가군층 ⊆:46, (5.2.5) 준연접 가군층 ∩ 유한 생성 가군층
국소 자유 가군층 ⊆ 준연접 가군층:48, (5.4.1)
국소 뇌터 스킴 위에서는 구조층이 연접층이므로, 다음과 같은 포함 관계가 성립한다.
유한 계수 국소 자유 가군층 ⊆:48, (5.4.1) 연접층 = 유한 표시 가군층 = 준연접 가군층 ∩ 유한 생성 가군층

### 동치 조건
스킴 {\displaystyle X} 위의 가군층 {\displaystyle {\mathcal {F}}}에 대하여 다음 조건들이 서로 동치이다.
- {\displaystyle {\mathcal {F}}}는 준연접 가군층이다.
- 임의의 아핀 열린 부분 스킴 {\displaystyle \operatorname {Spec} R\subseteq X}에 대하여, {\displaystyle {\mathcal {F}}|_{\operatorname {Spec} R}}는 {\displaystyle {\mathcal {O}}_{\operatorname {Spec} R}}-가군층으로서 어떤 {\displaystyle R}-가군으로부터 유도된 {\displaystyle {\mathcal {O}}_{\operatorname {Spec} R}}-가군층과 동형이다.
- {\displaystyle X}의 어떤 아핀 열린 덮개 {\displaystyle \{\operatorname {Spec} R_{i}\}_{i\in I}}에 대하여, {\displaystyle {\mathcal {F}}|_{\operatorname {Spec} R_{i}}}는 {\displaystyle {\mathcal {O}}_{\operatorname {Spec} R_{i}}}-가군층으로서 어떤 {\displaystyle R_{i}}-가군으로부터 유도된 {\displaystyle {\mathcal {O}}_{\operatorname {Spec} R_{i}}}-가군층과 동형이다.

### 연산
다음이 주어졌다고 하자.
- 두 스킴 {\displaystyle X}, {\displaystyle Y}
- 스킴 사상 {\displaystyle f\colon X\to Y}

그렇다면, {\displaystyle Y} 위의 준연접층 {\displaystyle {\mathcal {F}}}의 당김 {\displaystyle f^{*}{\mathcal {F}}}는 {\displaystyle X} 위의 준연접층이다. 반대로, {\displaystyle X} 위의 준연접층 {\displaystyle {\mathcal {E}}}가 주어졌으며, {\displaystyle f}가  준콤팩트 준분리 사상이라면 {\displaystyle {\mathcal {E}}}의 밂 {\displaystyle f_{*}{\mathcal {F}}}는 {\displaystyle Y} 위의 연접층이다.

### 준연접층의 범주
일반적 환 달린 공간 위의 준연접 가군층의 범주 {\displaystyle \operatorname {QCoh} (X)}는 일반적으로 아벨 범주가 아니다. 하지만, 만약 {\displaystyle X}가 스킴일 경우는 이는 다음 조건들을 만족시킨다.
- 그로텐디크 아벨 범주이다. 특히, 이는 단사 대상을 충분히 가지는 완비 쌍대 완비 아벨 범주이다.
- 포함 함자 {\displaystyle I\colon \operatorname {QCoh} (X)\to {\mathcal {O}}_{X}{\text{-Mod}}}는 오른쪽 수반 함자 {\displaystyle Q\colon {\mathcal {O}}_{X}{\text{-Mod}}\to \operatorname {QCoh} (X)}를 가진다.
  - 따라서, {\displaystyle I}는 모든 쌍대 극한을 보존하며 오른쪽 완전 함자이다. (모든 가군층의 범주 {\displaystyle {\mathcal {O}}_{X}{\text{-Mod}}} 역시 그로텐디크 아벨 범주이며 특히 완비 범주이자 쌍대 완비 범주이다.)
  - 따라서, {\displaystyle Q}는 모든 극한을 보존하며 왼쪽 완전 함자이다.

즉, {\displaystyle \operatorname {QCoh} (X)}에서의 쌍대 극한은 가군층으로서의 쌍대 극한과 같다. {\displaystyle \operatorname {QCoh} (X)}에서의 유한 극한은 가군층으로서의 극한과 같지만, 무한 극한은 가군층의 극한과 일반적으로 다르며, 가군층에서의 극한에 {\displaystyle Q}를 가한 것이다.

### 아핀 스킴 위의 준연접층
가환환 {\displaystyle R} 위의 다음과 같은 두 범주는 서로 동치이다.
- {\displaystyle R}-가군의 범주 {\displaystyle \operatorname {Mod} _{R}}
- {\displaystyle R}의 스펙트럼 위의 준연접 가군층의 범주 {\displaystyle \operatorname {QCoh} (\operatorname {Spec} R)}

구체적으로, {\displaystyle R}-가군 {\displaystyle M}에 대응하는 준연접 가군층은 다음 조건을 만족시키는 유일한 가군층 {\displaystyle {\tilde {M}}}이다.
- 임의의 {\displaystyle r\in R}에 대하여, {\displaystyle \Gamma (\operatorname {Spec} (R_{r});{\tilde {M}})=R_{r}\otimes _{R}M}

여기서
{\displaystyle R_{r}=(\{1,r,r^{2},\dots \})^{-1}R}
는 {\displaystyle r}로 생성되는 곱셈 모노이드에서의 국소화이며, 그 스펙트럼은 {\displaystyle \operatorname {Spec} R}의 열린집합을 정의한다.
반대로, {\displaystyle \operatorname {Spec} R} 위의 준연접 가군층 {\displaystyle {\mathcal {F}}}에 대응하는 {\displaystyle R}-가군은 {\displaystyle \Gamma (\operatorname {Spec} R;{\mathcal {F}})}이다.

## 예
스킴 {\displaystyle X}의 닫힌 부분 스킴 {\displaystyle Y\subseteq X}에 대응하는 아이디얼 층은 준연접 가군층이다. 특히, {\displaystyle X} 전체에 대응하는 영 준연접층 {\displaystyle 0}은 (자명하게) 준연접층이며, 공집합 {\displaystyle \varnothing }에 대응하는 구조층 {\displaystyle {\mathcal {O}}_{X}} 역시 준연접층이다. (반면, 국소 뇌터 스킴이 아닌 스킴의 경우 구조층이 연접층이 아닐 수 있다.)
체 {\displaystyle K}의 스펙트럼 {\displaystyle \operatorname {Spec} K} 위에서는 준층과 층과 준연접층의 개념이 일치하며, 이들은 모두 {\displaystyle K}-벡터 공간으로 주어진다. (이 가운데 연접층은 유한 차원 {\displaystyle K}-벡터 공간이다.)

### 이산 값매김환 위의 준연접층과 준연접층이 아닌 가군층
이산 값매김환 {\displaystyle (D,{\mathfrak {m}},\kappa =D/{\mathfrak {m}})}의 스펙트럼 {\displaystyle \operatorname {Spec} D}는 시에르핀스키 공간이며, 이는 두 개의 점으로 구성된다. 이 경우, 닫힌점은 극대 아이디얼 {\displaystyle {\mathfrak {m}}}에 대응하며, 이는 잉여류체 {\displaystyle \kappa }에 해당한다. 닫힌점이 아닌 점은 영 아이디얼 {\displaystyle 0}에 대응하며, 이는 분수체 {\displaystyle \operatorname {Frac} D=K}에 해당한다.
시에르핀스키 공간 위에서는 열린집합의 부분 순서 집합이 (크기 3의) 전순서 집합이며, 특히 두 열린집합의 합집합을 취하여 더 큰 열린집합을 만들 수 없다. 따라서, 이 경우 모든 준층이 층을 이룬다.
{\displaystyle \operatorname {Spec} D} 위의 임의의 가군 (준)층 {\displaystyle {\mathcal {F}}}는 따라서 다음과 같은 데이터로 구성된다.
- {\displaystyle \Gamma ({\mathcal {F}},\operatorname {Spec} D)=M}. 이는 {\displaystyle D}-가군이다.
- {\displaystyle \Gamma ({\mathcal {F}},\{0\})=N}. 이는 {\displaystyle K}-벡터 공간이다.
- {\displaystyle \operatorname {Spec} D\to \{0\}}의 제약 사상 {\displaystyle \phi \colon M\otimes _{D}K\to N}. 이는 {\displaystyle K}-선형 변환이다.

즉, {\displaystyle \operatorname {Spec} D} 위의 가군층은 위와 같은 {\displaystyle (M,N,\phi )}로 주어진다.
아핀 스킴 {\displaystyle \operatorname {Spec} D} 위의 준연접 가군층은 {\displaystyle D}-가군 {\displaystyle M}만으로 주어진다. 이 경우, {\displaystyle \{0\}}의 단면은 (가군에 대응하는 준연접층의 정의에 따라) {\displaystyle M\otimes _{A}K}이다. 즉, {\displaystyle \operatorname {Spec} D}-가군층 {\displaystyle (M,N,\phi )} 가운데 준연접층인 것은 {\displaystyle \phi }가 {\displaystyle K}-벡터 공간의 동형 사상인 것이다.